# Lijst van beelden in Zaltbommel
Dit is een (onvolledige) chronologische lijst van beelden in Zaltbommel. Onder een beeld wordt hier verstaan elk driedimensionaal kunstwerk in de openbare ruimte van de Nederlandse gemeente Zaltbommel, waarbij beeld wordt gebruikt als verzamelbegrip voor sculpturen, standbeelden, installaties, gedenktekens en overige beeldhouwwerken.
| Geplaatst | Omschrijving                            | Kunstenaar           | Straat                                                    | Plaats     | Materiaal               | Afbeelding |
| --------- | --------------------------------------- | -------------------- | --------------------------------------------------------- | ---------- | ----------------------- | ---------- |
| 1980      | Volmaakt evenwicht                      | Kees Verkade         | Aakstraat                                                 | Zaltbommel | brons                   |            |
| 1980      | Boerenvrouw                             | Ton Koops            | Waaldijk                                                  | Brakel     | brons                   |            |
| 1981      | zonder titel                            | Hedwig Zweerus-Weber | Hogeweg 11                                                | Zaltbommel | beton                   |            |
| 1982      | Liggende torso                          | Lucas van Blaaderen  | Waalkade                                                  | Zaltbommel | natuursteen             |            |
| 1984      | Magische steen                          | Anna van der Horst   | Nieuwstraat, voor de Poorterij                            | Zaltbommel | natuursteen             |            |
| 1985      | Van zeil tot schroef Object Veerdam     | anoniem              | Veerweg                                                   | Zaltbommel |                         |            |
| 1986      | zonder titel                            | Lucas van Blaaderen  | bij het NS Station                                        | Zaltbommel | beton                   |            |
| 1986      | Oude en jonge Marabu                    | Mark Geels           | Koningstraat                                              | Zaltbommel | brons                   |            |
| 1990      | De Beschutting                          | Maria van Gerwen     | In de tuin van het Kindertehuis de Schutse onder de Toren | Zaltbommel | brons                   |            |
| 1992      | Jip en Janneke                          | Ton Koops            | Waalkade                                                  | Zaltbommel | zwartgeverfd plaatstaal |            |
| 1992      | Verbinding                              | Lucas van Blaaderen  | Van Heemstraweg west bij Tijningen Plas                   | Zaltbommel | brons en natuursteen    |            |
| 1994      | De verbeelding van een bewogen historie | Caroline Kortenhorst | Markt                                                     | Zaltbommel | brons                   |            |
| 1994      | De Ooien                                | Joris Baudoin        | Schapenrotonde de Ooijk                                   | Zaltbommel | steen                   |            |
| 1995      | De Poortwachter                         | Henk Zwanziger       | Kruising de Poort met Citadel                             | Zaltbommel | diverse bouwmaterialen  |            |
| 1997      | De Dijker                               | Joris Baudoin        | Waaldijk                                                  | Gameren    | beton                   |            |
| 1997      | De Poortwachters                        | Jose Pelzers         | Park de Esplanade tegenover de Kazemat                    | Zaltbommel | staal                   |            |
| 1997      | Groeten uit Zaltbommel                  | Adri Verhoeven       | Steenweg                                                  | Zaltbommel | steen                   |            |
| 1998      | De waterjongen                          | Marcel Smink         | Waalkade                                                  | Zaltbommel | brons                   |            |
| 1998      | Borstbeeld de waterjongen               | Marcel Smink         | Waalkade                                                  | Zaltbommel | brons                   |            |
| 2000      | Compositie van gebogen elementen        | Herbert Nouwens      | Van Voordenpark                                           | Zaltbommel | staal                   |            |
| 2001      | Aan de wandel                           | Janneke Hillenaar    | Mondriaanplein                                            | Zaltbommel |                         |            |
| 19??      | Moeder en kind                          | anoniem              | Hoogveldweg/ Aalderwijksestraat                           | Kerkwijk   | brons                   |            |
| 1993      | Pony                                    | Jaap Hartman         | Burgemeester Posweg/Marktplein                            | Brakel     | brons                   |            |